# توهو بروجكت
توهو بروجكت (باليابانية: 東方Project) هي سلسلة ألعاب شوتم أب بدأت تطويرها في عام 1995 من قبل الشركة اليابانية تيم شانغهاي آيلياس, وهي سلسلة ألعاب مستقلة صنعها العضو الوحيد في الشركة اوتا جونيا الذي يلقب بـزون (بالإنجليزية: ZUN)، و هو اشتهر بصناعة البرامج والمرئيات والموسيقى بنفسه.
اشتهرت هذه الألعاب بموسيقاها ومعجبيها الذين يقومون بصناعة أعمال مشتقة بما في ذلك الموسيقى والمانغا والألعاب الإلكترونية، و تباع هذه الأعمال في مهرجانات ومؤتمرات.